# Allison Transmission
Елісон Трансмішн (англ. Allison Transmission) — американська індустріальна компанія, яка проектує і виробляє автоматичні трансмісії та системи для гібридних автомобілів, а також автобуси, техніку для відходів, протипожежну, будівельну, розподільну, військову та інші види і типи спеціальних транспортних засобів та обладнання до них. Штаб-квартира компанії розташована в Індіанаполісі в штаті Індіана. Регіональні представництва та промислові потужності існують у Ченнаї, Індія та Сентготтхарді в Угорщині.